# Grande-Bretagne aux Jeux paralympiques d'hiver de 2022
Le Royaume-Uni participe (sous le nom de « Grande-Bretagne ») aux Jeux paralympiques d'hiver de 2022 à Pékin en Chine du 4 au 13 mars 2022. Il s'agit de sa treizième participation à des Jeux d'hiver sans aucune interruption.
Le 22 février 2022, le comité paralympique annonce la liste des 25 athlètes engagés pour la compétition,
| Sport               | Sport               | Hommes | Femmes | Total |
| ------------------- | ------------------- | ------ | ------ | ----- |
| Ski alpin           | Ski alpin           | 7      | 4      | 11    |
| Ski nordique        | Biathlon            | 3*     | 0      | 3*    |
| Ski nordique        | Ski de fond         | 4*     | 1      | 5*    |
| Snowboard           | Snowboard           | 4      | 0      | 4     |
| Curling en fauteuil | Curling en fauteuil | 3      | 2      | 5     |
| Total               | Total               | 18     | 7      | 25    |

## Médaillés
| Sport                   | Discipline                        | Athlète(s)                           | Performance | Date    |
| Médailles d'or : 1      |                                   |                                      |             |         |
| Ski alpin               | Hommes Super-G - Malvoyant        | Neil Simpson Guide: Andrew Simpson   |             | 6 mars  |
| Médailles d'argent : 1  |                                   |                                      |             |         |
| Ski alpin               | Femmes Super-G - Malvoyante       | Menna Fitzpatrick Guide: Gary Smith  |             | 6 mars  |
| Médailles de bronze : 4 |                                   |                                      |             |         |
| Ski alpin               | Femmes Descente - Malvoyante      | Millie Knight Guide: Gary Brett Wild |             | 5 mars  |
| Ski alpin               | Femmes Super combiné - Malvoyante | Menna Fitzpatrick Guide: Gary Smith  |             | 7 mars  |
| Ski alpin               | Hommes Super-G - Malvoyant        | Neil Simpson Guide: Andrew Simpson   |             | 7 mars  |
| Snowboard               | Hommes Banked slalom - SB-LL2     | Ollie Hill                           | 1:10.45     | 11 mars |

## Compétition

### Curling
L'équipe a terminé septième sur 12 équipes après la phase du tournoi à la ronde, ratant les barrages. 
L'équipe de curling est composé des joueurs écossais suivant
- Hugh Nibloe
- Gregor Ewan
- David Melrose
- Meggan Dawson-Farrell
- Gary Smith (remplaçant)

### Ski alpin
En 2018, Menna Fitzpatrick et son guide Jen Kehoe avaient rapporté une médaille d'or, deux d'argent et une de bronze pour devenir les paralympiens d'hiver les plus titrées de Grande-Bretagne, tandis que Millie Knight accompagné de Brett Wild avaient eux ajouté deux médailles d'argent et une de bronze. 
En catégorie assis, l'équipe sera composée de Shona Brownlee chez les femmes, Dan Sheen	et Alex Slegg chez les hommes. James Whitleyest le seul engagé dans la catégorie debout.
En catégorie déficients visuels, on retrouvera les deux femmes médaillées Fitzpatrick (guidée par Katie Guest) et Knight (guidée par Brett Wild) et chez les hommes Neil Simpson	(guidé par Andrew Simpson) pour ses premiers jeux.

### Ski nordique
Tous les compétiteurs évoluent en catégories assis.
Hope Gordon	est la seule femmes et sera alignée en ski de fond.
Les skieurs masculins sont Steve Arnold, Callum Deboys, Scott Meenagh qui participeront en ski de fond et biathlon, et Steve Thomas en ski de fond uniquement. Ce dernier a déjà participé aux jeux en hockey sur luge.

### Snowboard
- James Barnes-Miller (SB-UL)
- Ollie Hill (SB-LL2)
- Andy Macleod (SB-LL2)
- Owen Pick (SB-LL2)